# 小行星5509
小行星5509（英語：5509 Rennsteig）是一颗围绕太阳公转的小行星。1988年9月8日，佛蒙特·伯根在陶腾堡发现了此天体。
这颗小行星的绝对星等为89.63575424944243等。